# 什拉莫夫卡农村居民点
什拉莫夫卡农村居民点（俄语：Шрамовское сельское поселение）是俄罗斯联邦沃罗涅日州罗索希区所属的一个农村居民点。其下辖有2个居民点，行政中心为什拉莫夫卡。据2016年统计，该农村居民点的人口为700人。